# Ние, нашите и вашите
„Ние, нашите и вашите“ е български комедиен сериал. До голяма степен е вдъхновен от сръбския сериал „Драга фамилия“ и американския сериал „Стъпка по стъпка“, който се е излъчвал в България през 1994, 2006 (по Нова телевизия), 2009, 2016 и 2019 г. (по БТВ Комеди).
Премиерата на сериала е на 8 март 2017 г. по „Нова телевизия“.

## Сюжет
Двама влюбени на средна възраст, пет деца и тъща под един покрив – това е новосъздаденото семейство Иванови. Лили е първата любов на Христо, а Христо – нейната първата любов. Между първата целувка и сватбата им са минали повече от 20 години, през които двамата имат по един брак зад гърба си и общо пет деца – две дъщери за Лили и трима синове за Христо. Има и още едно предизвикателство пред тях – главната героиня Лили се завръща не само при първата си любов, но и в родната България, защото с предишния си съпруг е живяла в Гърция и Англия. Възможна ли е любовта и още по-важно – възможен ли е бракът, след като веднъж си се опарил? Непосилен товар ли са пет различни по възраст и темперамент деца? Какво ражда сблъсъкът на поколенията и достатъчна ли е любовта, за да изглади недоразуменията, особено когато освен възрастта, разлики има в социалния статус, интересите и разбиранията за живота на героите? И какво е да се върнеш в родината си, търсейки своето място и истинската любов?

### Първи сезон
Лили започва работа като учителка по рисуване в училището, в което учат дъщерите ѝ и новите ѝ синове. Директорът и местен Казанова Никола Божинов решава, че тя трябва да е негова, и плете интриги, за да я раздели с Христо. Освен с Божинов, Христо си има проблеми с брат си и децата, които трудно приемат увеличаването на семейството. Мартин се влюбва в Деси, тя тъгува по голямата си любов Сакис, който е в Гърция, а Иво и Ека ще се избият. Малкият Вили се опитва да помири всички, докато майката на Лили започва да краде от Христо. Светла решава да се разведе с Цецо заради любовта му към колите, а синът им сваля Деси, за голямо раздразнение на Мартин. На всичкото отгоре се появява Марин, бивша любов на Лили и настоящ конкурент на Христо и Зорко. Докато той бавно, но сигурно им взима ресторанта, Марти и Деси все повече се сближават, а Лили и Христо – обратно, започват да се питат дали изобщо могат да живеят заедно...

## Актьорски състав
- Елена Петрова – Лили
- Кирил Ефремов – Христо
- Радина Боршош – Деспина „Деси“, дъщеря на Лили[2]
- Дария Хаджийска – Елена-Кристина „Ека“, дъщеря на Лили
- Мартин Желанков – Мартин, син на Христо, влюбен в Деси[3]
- Мартин Цолов – Ивайло „Иво“, син на Христо, кара се с Ека
- Симеон Ангелов – Вили, син на Христо
- Стефан Иванов – Цветан „Цецо“, женен за Светла
- Стефка Янорова – Светла, приятелка на Лили, сестра на Божинов, госпожа по Литература, имала афера с Христо
- Даниел Ангелов – Никола Божинов, директор, влюбен в Лили
- Величка Георгиева – Маргарита „Марго“ Зографска, майка на Лили
- Красимир Ранков – Обзор „Зорко“, брат на Христо
- Стефан Попов – Кристиян, син на Светла и Цецо, пада си по Деси
- Цветелин Павлов – Крумов, учител по История, влюбен в Светла
- Антон Порязов – Росен, барман и сервитьор

## Гост звезди
- Гери-Никол[4]
- Дичо Христов
- Дара[5]
- Надежда Петрова
- Екатерина Стоянова
- Георги Мамалев[6]
- Диян Мачев – Дидо
- Христо Мутафчиев